# Templete de San Jerónimo (Sevilla)
El templete de San Jerónimo, o humilladero del Santo Negro (S. Onofre)  monumento religioso construido junto al camino real que unía a la metrópolis de Sevilla con Córdoba. Se encuentra en el barrio de San Jerónimo.
Existen varias hipótesis sobre su ubicación. Alguna roza la leyenda y dice que fue el lugar donde se detuvo el caballo del rey. Fernando III de Castilla antes de su entrada a la Isbiliya. Otras fuentes apuntan al vía crucis del leprosario del lazareto de San Lázaro, tal como se hacía con el de la Cruz del Campo. También se ha sugerido que fuera hito apotropaico del Monasterio de San Jerónimo de Buenavista.[cita requerida]

## Descripción
Aparecido dentro de otro edificio derribado en 1914. Fue el catedrático de historia del arte Diego Angulo Íñiguez quien lo describió y documentó, datándolo de fines del siglo XV durante el reinado de los Reyes Católicos dentro del estilo del gótico mudéjar todavía imperante en Andalucía Occidental en esa época.
Se trata de un edificio a cuatro aguas con arcos góticos apuntados rematados con puntas de diamantes y un baquetón que los recorre enmarcándolo. En el interior, cuatro semicolumnas adosadas con basa y capitel de mocárabes, donde terminan las nervaduras de un arco de crucería que sostienen un "pinjante de muqarnas" a la manera granadina. Se corona con una doble cruz papal, expresamente traída del chapitel de la torre mirador derruida, del monasterio de San Jerónimo de Buenavista.
La efigie que en la actualidad lo adorna no es original, que se supone fue un San Onofre o una cruz de camino en mármol como la que tiene su par en la Cruz del Campo. Un Corazón de Jesús, en hierro fundido, preside el humilladero sobre un pedestal no original desde la década de 1920. De la coloración protectora de la pintura, deriva el nombre con el que se le conoce en la barriada limítrofe de San Jerónimo: "el santo negro".
Se inició la restauración por Adif, propietaria de parte del terreno donde está ubicado el Humilladero. Comenzando la obra en abril de 2013 y siendo finalizada en mayo del mismo año.